# Осма седница ЦК СК Србије
Осма седница Централног комитета Савеза комуниста Србије одржана је 23. и 24. септембра 1987. године. Седницом је председавао тадашњи председник Председништва ЦК СКС, Слободан Милошевић. На тој седници, огромном већином гласова, разрешен је чланства у ЦК СК Србије Драгиша Павловић, тадашњи председник београдске партијске организације.
Ова седница је представљала коначни разлаз Слободана Милошевића и Ивана Стамболића. Осма седница је одредила правац у којем ће ићи Србија следећих 13 година. Осму седницу многи сматрају уводом у каснији ратни сукоб у СФР Југославији 1991. године, који ће поред великог броја жртава и разарања довести и до стварања нових независних држава.

## Позадина
Услед нараслих међунационалних тензија између Албанаца и Срба, тадашњи председник Савеза комуниста Србије, Слободан Милошевић је у априлу 1987. године отпутовао на Косово и Метохију да посредује у спору. Уместо тога, он се ставио на страну Срба, тада је дао своју чувену изјаву „Нико не сме да вас бије!“ која је још више погоршала ситуацију. Након убиства војника ЈНА у Параћину, које је починио Албанац Азиз Кељменди, у српским медијима почела је кампања против Албанаца, и тврдило се да је ово злочин уперен против Југославије. Драгиша Павловић је, 11. септембра, рекао да се ситуација на Косову и Метохији не може поправити „олако обећаном брзином“, нити ванредним стањем. Једина прихватљива позиција с које се може решавати проблем Косова, јесте позиција СКЈ, а не нека популистичка или националистичка позиција.
Неуравнотежене речи само стварају хистерично расположење које чини ствари само лошијима, а не решава проблем. Простор за решење косовског проблема сада је тако сужен да и најмања грешка може бити трагична за Србе и Црногорце, за српски народ и целокупну стабилност у Југославији. ... Ситуација на Косову, која се не побољшава жељеном и обећаном брзином, ствара опасну атмосферу где свака реч изговорена против српског национализма је схваћена као национализам. Страствене речи могу донети само ватру. — Драгиша Павловић
17. септембра, на седници београдске партијске организације, Павловић је критиковао националистичке појаве и поставио питање: може ли се национализам испровоцирати у некоме коме не постоји?
Након ових говора, дневни лист „Политика Експрес“ напао је Павловића и поставио питање: на кога се односи Павловићева критика 'олако обећане брзине'? У образложењу је наведено да је то обећање дао сам ЦК СК Србије, па је закључено да Павловић напада Централни комитет.
Осмој седници присуствовао је и тадашњи председник Председништва Србије, Иван Стамболић, који је у децембру исте године разрешен своје дужности.

## Епилог
Убрзо након осме седнице уследила је и смена Ивана Стамболића а касније и функционера у Војводини, Косову и Црној Гори овај процес тада је назван Антибирократска револуција. Из данашње перспективе на осму седницу се гледа као догађај који је одредио правац у коме ће ићи Србија у следећих 13 година и запечатио судбину СФР Југославије и Срба на Косову.